# 3829 Gunma
3829 Gunma (1988 EM) là một tiểu hành tinh vành đai chính được phát hiện ngày 10 tháng 3 năm 1988 bởi T. Kojima ở Chiyoda.